# スフィアン・ラヒミ
スフィアン・ラヒミ（アラビア語: سفيان رحيمي, ラテン文字転写: Soufiane Rahimi、1996年6月2日 - ）は、モロッコのサッカー選手。アル・アインFC所属。モロッコ代表。ポジションはフォワード。

## クラブ経歴

### ラジャ・カサブランカ
2018年のCAFコンフェデレーションカップで4ゴールを記録し、その中でもカサブランカで行われた決勝のASヴィタ・クルブ戦では2ゴールを決めた。それにより出場権を得た2019年のCAFスーパーカップではエスペランス・スポルティーブ・ドゥ・チュニスに勝利した。
ボトラで2シーズンに渡りリーグ最高のパフォーマンスを見せた選手の一人としてモロッコ代表招集の有力候補の一人となった。本人はヨーロッパへの移籍に興味を示しており、記者会見ではセリエA挑戦の希望を明らかにした。

### アル・アイン
2021年8月21日、2020年のアラブ・クラブ・チャンピオンズカップ決勝でアル・イテハドにPK戦で勝利した試合がアル・アインFCに移籍する前のラジャ・カサブランカでの最後の試合となった。9月17日のイテハド・カルバFC戦で初ゴールを決めた。2022年11月12日、シャールジャFC戦で2ゴールを決めた。
2023年11月7日、AFCチャンピオンズリーグ2023/24のアル・フェイハ戦でゴールを決めチームをノックアウトステージに導いた。ラウンド16のナサフ・カルシ戦では決勝ゴールを決めた。準々決勝のアル・ナスルFC戦では第1戦で決勝ゴールを決め、第2戦でも2ゴールを決めた。2023年3月15日、アジュマーンCSC戦で加入後初のハットトリックを達成した。AFCチャンピオンズリーグ準決勝のアル・ヒラル戦では第1戦でハットトリックを達成し、アル・ヒラルの連勝を34で止めた。AFCチャンピオンズリーグ2023/24 決勝の横浜F・マリノス戦では第2戦で2ゴールを決め優勝を果たし、大会の最優秀選手と得点王を受賞した。
2024年10月24日、代表のチームメイトであるアクラフ・ハキミと共に2024年のアフリカ年間最優秀選手賞候補にノミネートされた。

## 代表経歴
2018年、ジャマル・セラミ監督によってモロッコA'代表に招集された。2020年のアフリカネイションズチャンピオンシップに出場すると、グループステージ第3節のウガンダ戦で2ゴールを決めた。準々決勝のザンビア戦でもゴールを決めた。モロッコは準決勝でカメルーンに4-0と完勝した。大会を通して5ゴールを決め母国の大会連覇に貢献すると、得点王とMVPに輝いた。
2024年3月、アンゴラおよびモーリタニアと親善試合を行うモロッコ代表に2年以上ぶりに選出された。アンゴラ戦では途中出場し、勝利に貢献した。
2024年パリオリンピックではサッカー競技・男子のU-23モロッコ代表にオーバーエイジで選出された。グループステージではアルゼンチン戦で2ゴール、ウクライナ戦で1ゴール、そしてイラク戦でも1ゴールを決め、アハメド・ファラスが保持していたオリンピックのサッカー競技におけるモロッコ代表最多得点記録を4ゴールに更新した。最終的に大会を通して6試合8得点を記録し、オリンピック1大会の全6試合でゴールを決めた史上初の選手となった。

## タイトル

### 代表
U-23モロッコ代表
- パリオリンピック銅メダル: 2024